# Lej Seng
Lej Seng (Lei Sheng) (egyszerűsített kínai írással: 雷聲; Tiencsin (Tianjin), 1984. március 7. –) olimpiai és világbajnok kínai tőrvívó.